# Мед мінних полів
«Мед мі́нних полі́в» (англ. Minefield Honey) — спільний проєкт Міністерства закордонних справ України, креативної агенції Saatchi & Saatchi Ukraine та агропромислової компанії Kernel за участі Dronarium Україна та Спілки пасічників України, запущений восени 2023 року. Метою проєкту є привернення уваги світової спільноти до проблеми масштабного замінування українських земель внаслідок російського вторгнення та збір коштів на їх розмінування.

## Ідея та реалізація
Ідея проєкту полягає у використанні замінованих сільськогосподарських полів для виробництва меду. Оскільки традиційне оброблення цих земель є небезпечним, дрони засівають їх спеціальною сумішшю медоносних трав. Нектар з цих квітів збирають бджоли, для яких міни не становлять загрози. Для безпеки бджолярів вулики встановлюються на безпечних, розмінованих територіях поблизу засіяних полів. Компанія Kernel надала для проєкту насіння медоносних трав та поля, а пілоти Dronarium здійснили засів за допомогою дронів. Спілка пасічників України допомогла зібрати мед.
За словами Катерини Співакової, експертки з комунікації та GR агрохолдингу Kernel, ідея створення «продукту, якого ніколи не мало б існувати» надійшла від агенції Saatchi & Saatchi. Метою було створення продукту культурної дипломатії, який представники держави могли б презентувати на міжнародних заходах для привернення уваги до проблеми замінування та допомоги у розмінуванні. На пакуванні меду розміщено QR-код, що веде на лендинг із детальною інформацією про проєкт та проблематику.
Проєкт стартував восени 2023 року зі збору першої партії меду. Навесні 2024 року проєкт розпочав повноцінну роботу. Другий етап кампанії, під назвою Minefield Honey: Harvesting Hope (Мед мінних полів: Збираючи надію), включав зміну дизайну та пакування продукту, а також залучення партнерів в Україні, Німеччині та США для реалізації меду та створення лімітованих серій продуктів з його додаванням.

## Масштаб проблеми замінування
За даними МВС України на 2022 рік, було заміновано понад 139 000 км², або 30% території України. Наприкінці 2024 – на початку 2025 року площа замінованих полів сягнула 8 млн га, з яких 6 млн га знаходилися на окупованих територіях. За оцінками Світового банку, на розмінування українських територій необхідно витратити приблизно 37 мільярдів доларів. Заміновані поля завдають економіці України збитків обсягом 11,2 мільярда доларів щорічно.

## Мета та вплив
Основна мета проєкту — привернути увагу світової спільноти до проблеми замінування українських земель та мобілізувати міжнародних партнерів і донорів для допомоги у розмінуванні. Зібраний мед використовується як інструмент культурної дипломатії: українські дипломати дарують його впливовим особам та політикам у всьому світі.
Кошти, отримані від продажу меду та продуктів на його основі, спрямовуються на забезпечення спеціалістів обладнанням для розмінування полів, підтримку фермерів, які втратили доступ до своїх земель, та на інформаційні кампанії для міжнародної аудиторії.

## Нагороди
Проєкт «Мед мінних полів» та його другий етап «Minefield Honey: Harvesting Hope» здобули численні міжнародні нагороди, зокрема:
- Канські леви 2025:
  - Золото в категорії «Гідна праця та економічне зростання» (Sustainable Development Goals: Decent Work And Economic Growth)[8]. Це перша золота нагорода в історії України на цьому фестивалі[6][3][9].
  - Бронза в категорії «Корпоративна мета і соціальна відповідальність» (Corporate Purpose & Social Responsibility)[1][10].
  - Шортлист у категорії «Титан» (Titanium)[6].
- Київський міжнародний фестиваль реклами 2025:
  - Гран-прі в блоці SOCIAL GOALS CONTESTS[11].
  - Бронза в категорії C13. LOCAL SOLUTIONS / C13-08. INTEGRATED CAMPAIGNS (за 2024 рік)[12].

Загалом, за підрахунками агенції, проєкт «Мед мінних полів» приніс близько 80 нагород (без урахування шортлистів) і став найуспішнішим проєктом Saatchi & Saatchi Ukraine за кількістю нагород.